# トレード&バトル カードヒーロー
『トレード&バトル カードヒーロー』は、任天堂が2000年2月21日に発売したゲームボーイ用のコンピュータゲームソフト。トレーディングカードゲームを題材としたオリジナルゲームである。ゲームボーイカラー対応。

## 概要
ごく普通の少年ひろし（名前変更可能）が、カードゲーム『カードヒーロー』を通して数々のライバルと出会い、勝ち進んでゆく姿を描いたトレーディングカードゲーム（以下TCG）。通信ケーブルによる2人対戦やトレードが可能となっている。
ストーリー部分がチュートリアルになっており、進める中で操作方法やルール・戦略をプレイヤーに教える仕組みが備わっており、取扱説明書を読まない人やカードゲームをあまり知らない人でもプレイしやすい。
一度お蔵入りになりかけたところを、ゲーム雑誌『ファミ通』の編集者が注目しバックアップ、発売までこぎつけたという経緯を持つ。同誌の殿堂入りソフトとして高い前評判をもって発売され、発売後も『ファミ通』が猛プッシュをしたが、子供向けを意識した独特なキャラクターデザインや曖昧な購買層の設定が相まって、思うようには売れなかった。
なお、ソフトに時計機能が搭載されており、内蔵電池が切れるとセーブデータが保存できない状態となる。
実際のTCGとしても発売された。ルールはほぼ同じだが、先攻の初回ドローがなくなっている。
2007年12月20日にニンテンドーDS用の続編『高速カードバトル カードヒーロー』が発売された。
このゲームに登場する主人公「ひろし」は発売当時任天堂社長だった山内溥が由来だという。

## ルールと特色
「モンスターを召喚して戦う」という点では『マジック:ザ・ギャザリング』の流れを汲んでいるが、位置の概念や循環的なリソース（ストーン）の存在など、独自性の強いルールとなっている。

### コンパクトな構成
本作が戦闘に使うフィールドは、それぞれのプレイヤーを模した「マスター」キャラクターの固定に1マスずつ、残りは「モンスター」キャラクター設置のための2×2マスずつで、両プレイヤー分を合わせても10マスしかない。デッキも最大で30枚のカードで構成される。
非常にコンパクトな構成に反して、戦略の幅は広い。これはキャラクターによって攻撃できる場所が限られていることによるもので、プレイヤーには前衛キャラクターと後衛キャラクターを巧みに使い分け、相手の攻撃を避けつつ敵側の陣営を崩すなどといった臨機応変な選択眼が要求される。
また、1ターンに取る行動が多い。そのため、1ゲームの所要時間は比較的長く、30ターンまでもつれ込んだ場合、3時間近くかかることもある。
スタックやカウンター、インスタントといった概念が存在せず、「全てのアクションは宣言即解決」「相手プレイヤーのターン中に取れる行動がない」という特徴もあり、この点でも非常に簡潔でまとまったルールとなっている。

### ストーン
ゲームの中核を成すシステム。ストーンは毎ターンの初めに3個ずつ補充され、キャラクターの召喚・レベルアップやキャラクターおよびマスターの「とくぎ」を使う際に消費される。また、マスターのヒットポイント（HP）の値もストーンの数で表現する。
いわゆる他のTCGにおける「マナ」や「エネルギー」と同義だが、「キャラクターが倒された場合、召喚やレベルアップに使われたストーンはマスターの手元に還元される」「味方殺し及びそれによるレベルアップに対して与えられるペナルティを除いて、マスターのヒットポイントが減少した場合、その数値分のストーンがそのマスターの手元に還元される」という二つのルールが更なる戦略性を与えている。
このため、闇雲に攻撃を繰り返すと大量のストーンが相手の手元へ戻ることになり、その結果手痛いしっぺ返しを食らうこともある。互いのストーンの増減はフィールド上で確認できる。そのため、例えば、「HP1の敵モンスターが4体居る状態では、敵は「だいちのいかり」をまず使ってこなくなる」など、相手がどのタイミングでマジックカードや「とくぎ」を使ってくるかを常に予測し、対応策を練っておく必要がある。

### レベルアップ
自分のモンスターが他のモンスターを倒した時、ストーンを1個消費し（モンスターが倒れれば還元されるので『託す』と言った方が近い）レベルアップを行うことが出来る。この時、モンスターカードの上にストーンを上乗せすることでコストを支払い、レベルアップを表現する。また、レベルアップの回数は相手モンスターのレベルの数だけ一度に行う事ができ、レベル2のモンスターを倒すとレベル1のモンスターはストーンを2個使って一気にレベル3までアップ出来る。全モンスターの中で一番高いレベルはレベル4であり、レベル3以上のモンスターを倒せばレベル1から3つストーンを消費する事で一気にレベル4までレベルアップが出来る。
なお、味方のモンスターを倒してもレベルアップは可能だが、ペナルティとして、その効果でレベルアップする度にマスターのHPが1減少する。
レベルの上がったモンスターは攻撃力の上昇や特技の増加などのメリットを備えるほか、必ずヒットポイントが最大まで回復するため、ゲームに勝つためにはモンスターのレベルアップを狙うのが常道とされる。また、HP回復の効果はレベルアップのみではなくレベルダウン時にも発生する。レベルダウンはマジックカードやモンスターのとくぎのみで発生する。
一部のモンスターにはレベルアップによってスーパーカードという強力なモンスターに進化できるカードもあり、そうしたモンスターはデッキの主力に据えられる場合が多い。スーパーカードは対応するモンスターがレベル3になれる条件を満たし、手札の中に対応するスーパーカードがある場合に場に出す事が出来る。ただし、スーパーカードは効果が強力ゆえに相手も最優先で除去を狙ってくる。また、スーパーカード化することで、攻撃的なモンスターが攻撃力と引き換えに、マスターのHP回復やストーン回復などの強力な補助効果を持つ後衛向けモンスターになるなど、モンスターの性質が大きく変貌することがある。そのため、スーパー化するタイミングは重要かつ非常に難しい。

### 気合溜め
1ターンのあいだ活動しなかったキャラクターは、ターン終了時に「きあいだめ」の状態となる。
「きあいだめ」状態では、直接攻撃のパワーが1上昇し、同時に1パワー分の防御効果を持つ。どちらかの効果が発揮された時、またはモンスターの通常移動を行った時「きあいだめ」状態は終了する。ただし、「ターン開始時、後衛にいるモンスターの前方にモンスターがいない場合は前衛の位置に移動する」などのフィールドのルールや、モンスターの能力、マジックカードなどで強制的に移動させた場合は「きあいだめ」の効果は持続する。地味ながら用途は広く、使いこなせば強力な要素と言える。
なお、モンスターカードは場に配置してから登場するまでに1ターンを要する。召喚待ちのモンスターはキャラクターと見なされないため、「きあいだめ」も起こらない。また、マスターには「きあいだめ」は発生しない。

### パワーとダメージ
攻撃数値にはパワーとダメージという2つの種類がある。パワーはシールド等の影響を受けるが、ダメージは対象にシールドやきあいだめの影響を受けずにダメージを与える事が出来る。パワー1なら1P、ダメージ1なら1Dと表記する。ダメージ攻撃を持つキャラクターは即効性に優れ、2Pを軽減するシールドを持つマスターに攻撃しやすい。しかし、総じてダメージ攻撃はコストが高いうえ、ペナルティ能力により攻撃と共に自身を除去するキャラクターも多いなど、基本的に除去されやすい。また、まとめて大ダメージを与える性能を持たず、『パワーアップ』などのマジックで威力を上げることが出来ない。

### コンピューターゲームとしての要素
ゲームボーイカラー版カードヒーローでは、総数114種といわれる全カードのコンプリートも目標の一つである。
ほとんどのカードはゲーム中で購入できる1パック3枚入りのブースターパックで揃えることができる。しかし、ゲーム開始時にランダムに決められるID番号によってパックからは出現しないカードがあり、単にパックを買うだけではコンプリートは不可能である。さらに各々のカードにはレアリティ（手に入れやすさ）が星1つから5つの5段階で定められており、このうち星5つ（超レア）のカード4種は店での購入ができない。
これらを入手するためには、「NPCが対戦後に持ちかけてくるトレードを行う」「店の中にある"ブレンドくん"と呼ばれる装置を使う」「他のプレイヤーの持つカードとトレードする」などの方法を用いる。また、ナンバー002のカードは特殊な方法でしか入手できない。

## 基本的なバトルの流れ
序盤
1ターン目……先攻後攻ともに、配られた3つのストーンを使って3体のモンスターを呼び出しておくのが定石である。基本的には前衛のモンスターを2体、後衛のモンスターを1体出す。
2ターン目……先攻のモンスターが準備状態から召喚完了となる。ただ、マスターは2パワー分のダメージを軽減するため、ほとんどのモンスターはレベル1では直接相手マスターにダメージを与えることはできない。そのため、後衛にもう一体モンスターを召喚し、その他のモンスターはきあいだめ状態にしておくのが定石。
主にモンスター同士がぶつかり合うのは後攻の2ターン目からである。まずは相手の前衛モンスターを攻撃してきあいだめを外し、さらに後衛モンスターで相手モンスターを攻撃する。そして後衛にもう1体モンスターを呼び、ターン終了となる。
中盤
ここからは自分のモンスターのレベルを上げ、相手マスターのHPを削って行くことになる。相手の体力を削り自分のそれを削られないようにするため、レベルの高い相手モンスターを互いに潰し合う展開となってゆく。
どちらかの体力が少なくなってきたら、終盤戦となる。場況があまりに一方的であれば、レベル4ガブッチョなどによって、中盤で決着が付く場合もある。
終盤
相手マスターの体力を0にするため、『パワーアップ』や『サンダー』などの直接打撃を与えるマジックカードが勝負の決め手となる。中盤での体力勝負がそのままもつれ込み、僅差での勝負となる場合も多い。
山札がなくなった場合は残った手札と場にいるモンスターのみでバトルをすることになる。お互いの山札がなくなった場合、互いに合意すれば判定で残ったHPの多い方が勝ち。引き分けもある。また、最大ターンは30ターンで、30回目の後攻ターンが終了しても決着が付かない場合は判定で勝敗を決める。
明らかに勝ち目がなくなった場合は、ギブアップ（投了）することも出来る。通信対戦および、一部の対戦以外ではギブアップのペナルティとして相手にメダルを支払う。

## マスター
各マスターには、そのコンセプトにあった特技を持つ。
マスター
Jrルールでのみ使用可能。モンスターを操る力と、マスターシールド以外の力はない。
ホワイトマスター
Jrルール以外で使用可能。マスターの力と『ハードシールド』『ウェイクアップ』『ヒーリング』の特技を持つ。
ブラックマスター
Jrルール以外で使用可能。マスターの力と『バーサクパワー』『かまいたち』『だいちのいかり』の特技を持つ。
ワンダーマスター
Jrルール以外で使用可能。マスターの力と『バウンシールド』『ローテーション』の特技を持つ。加えて、『ウェイクアップ』『ヒーリング』『リターン』『リフレッシュ』『ドロー5』『でなおし』の6つの特技の中から自分で選ぶが、一度決めると二度と変更はできない。
ホワイト・ブラック・ワンダーの3種は「マジカルマスター」と呼ばれ、普通のマスターにはない3つの能力を持つ。
マスターアタック
ストーン3個を消費し、隣にいるモンスターを攻撃（パワー2）。味方モンスターに対する攻撃もできる他、パワーを上げれば敵マスターを攻撃することも可能になる。
追放
味方モンスター1体を消す事が出来るが、HPを1失う。
メイクストーン
Proルールでのみ使用可能。ストーンを1個増やす事が出来るが、HPを2失う。

## カード一覧
※[S]はスーパーカード、[M]はマジックカード

### モンスター&マジック
全35種。
- 001 マナトット - 主人公が最初に手に入れるカード。レベル2になればパワー3に上がるが、HPは4と低め。ブーストパックからは引けず、交換でレアカードと交換できたり、ブレンドくんでレアカードの材料として活用される。クリア後は生産中止になったことが明かされる。
- 002 パパトット[S] - 「マナコピー」でモンスター1匹をマナトット（レベル1）にできるが、HPは変わらない。HPも6と高い。発売中止になったカードで、特定の手段でしか入手できない。
- 003 ゲッティ - 2マス先の敵を攻撃出来る「ヤリイカさし」が使える。HPも6と高いが、初期パワーは低く、レベル3にならないとマスター攻撃不可能。
- 004 ポンカー - マナトットの強化版。HPが1高い。
- 005 ポポンカー[S] - 「ポポンポンポン」でストーンを4個増やせる。
- 006 ウォータ - 「ふきとばし」は直線上の敵全てに攻撃可能。本来は前衛だが、後衛で戦う場合も。
- 007 タコッケー - レベル2でHP6・パワー3。マナトット・ポンカーの強化版。ためおが大好きなカードである。
- 008 ボムゾウ - 直接攻撃「バクハツ」攻撃をすると自分もダメージを受ける。そのため、後衛で間接攻撃「ボム投げ」を使う戦略もある。レベルが上がると最大HPが減る。
- 009 ボムノスケ[S] - 「だいバクハツ」は自分の命を犠牲にする、パワー6の強力攻撃。「ボム投げ」のパワーは3なので、後衛として使う戦略もある。
- 010 コワイル - 2マス離れた敵を攻撃出来る「しょうげきは」を持つ強力なモンスター。
- 011 ワイルダー[S] - 「ぶったぎり」は攻撃力5。「しょうげきは」は攻撃力3。
- 012 シゴトにん - 「シゴトBコース(レベル2はシゴトAコース)」でレベル1からマスターにダメージを与えられるが、攻撃後に消えてしまう。
- 013 ジャレス - レベル1ではHP4・パワー2と弱いが、レベル2になるとパワー4の「スルーショット」を使う強力モンスターに。
- 014 ジャレット[S] - 「スルーショット」はパワー5。またストーンを消費しなくなっている。
- 015 ポリゴマ - HPこそ3しかないが、2回行動が可能。1行動目は気合溜め、2行動目に「スピンアタック」でレベル1からマスター攻撃可能。
- 016 エルゴマ[S] - 2行動で「スピンアタック」は攻撃力5。HPは相変わらず3しかないため、1行動目は攻撃、2行動目に後ろに下げ（前方を空白にする）、次のターンで前方に移動するという戦略が使える。
- 017 ビヨンド - 2マス先の相手を攻撃する「ビヨ～ン」が武器。HPは2と低い。
- 018 ルージュ - ストーン1個消費するが、好きな相手に攻撃する「ハートアタック」が使える。
- 019 マッコイ - 前方のモンスターのHPを2回復する「ヒーリング」が使える。
- 020 ヤンバル - ビヨンドの強化版で、HPが3にアップ。
- 021 ガンター - 2マス先の相手を攻撃する「バズーカ」はストーンを1個消費するが、HP4は後衛では高い方。
- 022 ドガンター[S] - 「メチャバズーカ」は攻撃力5。ただし、マスターを攻撃するには後衛にいる必要がある。
- 023 ヴァルテル - 好きな相手に1ダメージを与える「ねらいうち」が使える。しかしHPはわずか1。
- 024 ケッコウ - 「すぽーん」は3マス先（後衛から相手の後衛）に攻撃。パワー3の後衛キラー。レベル3でマスターを狙える。
- 025 スライ - 「ブーメラン」はパワー3。後衛にいないとマスター攻撃不可。
- 026 ヒーリング[M] - モンスター1体のHPを2回復。
- 027 ハードシールド[M] - モンスター1体にシールドを張り、1ターンの間攻撃を1パワー軽減。
- 028 パワーダウン[M] - 1ターン、モンスター1体のパワーを1下げる。
- 029 ウェイクアップ[M] - 準備中モンスターを登場させる。
- 030 でなおし[M] - 手札を山札に戻し、シャッフルして同じ枚数引きなおす。
- 031 ドロー5[M] - 自分の手札が5枚になるまで引く。
- 032 レベルチェンジ[M] - モンスター1体のレベルを、ランダムで上げるか下げる。
- 033 バーサクパワー[M] - モンスター1体のパワーを1ターン、1アップさせるが、攻撃後に1ダメージ受ける。
- 034 サンダー[M] - 1体にパワー3で攻撃するが、消費ストーンは4。
- 035 パワーアップ[M] - 1ターン、1体のパワーを1アップ。

### マジカルワールド
TCG版は「マジカル"ハイパー"ワールド」。全31種。
- 036 レイラ - HPは1しかないが、倒した相手は呪われ、行動の度にダメージを受ける。
- 037 レイババ[S] - HPは3で「ひのたま」のパワーは4。倒すと呪われる。
- 038 ラッティ - 「かいなげ」は射程無限の間接攻撃（貫通はせず、距離が遠いほどパワーが減る）。
- 039 ドラッティ[S] - 「ミラクルパンチ」「かいなげ」共にパワー5。後衛でも活躍可能。
- 040 ヤミー - 「いただきぃ」で相手からストーン2個を奪える。
- 041 ガンガラ - 「ガンガラダンス」で前方(レベル2でどこでも)のモンスター1体のレベルを下げる。
- 042 ドンガラ[S] - 「ドンガラダンス」でモンスター1体のレベルを下げ、別のモンスターのレベルを上げる。
- 043 クロロウ - レベル2で「サラヴァ」でモンスターを消してしまえる。
- 044 コカッパー - 「かなしばり」を使ったモンスターは1ターン行動不可。ただしダメージを受けると無効になる。
- 045 カッパラー[S] - 「かなしばり」がマスターにも使える。
- 046 チャーミ - 「あっかんべ」を使い、モンスター1体の攻撃対象を自分に向けられる。HPも6と高い。
- 047 スッピーン - 「スッピンビーム」で前方の対象に1ダメージを与えられる。
- 048 チュトロ - 「ちゅうっと」で1ダメージ与え、HP1回復する。ただし満タンの時に使うと消える。
- 049 ぎんじ/ハッピー - ぎんじが倒されるか、アップルからレベルダウンするとハッピーになる。ハッピーは「ぱんぱかぱ～ん」でモンスターのレベルを上げられるが、その後消える。
- 050 アップル[S] - ぎんじ・ハッピーのどちらかでも進化可能。「ぱんぱかぱ～ん」を使っても消えない。
- 051 ルースター - 「ウェイクアップ」を使うが、倒されると準備中の全モンスターを登場させてしまう。
- 052 クレア - 「ウォッシュ」でモンスター1体の状態を全て無効にする。
- 053 テレポ - 「ワープ」を使い、モンスター2体の位置を入れ替えさせられる。
- 054 ラティーヌ - レベル1で「ヒーリング」、レベル2で「ハイヒーリング」を使う。倒されると全モンスターを回復。
- 055 かまいたち[M] - 自分か相手の前衛モンスター全体に1パワー攻撃。
- 056 バイバイ[M] - 自分のモンスター1体を消す。
- 057 フエルストーン[M] - ストーンが1個～3個増える。消費ストーンが1なので、ストーンが差し引きゼロの時もある。
- 058 とくぎふうじ[M] - モンスター1体の特技を1ターン使えなくする。
- 059 パワー2[M] - モンスター1体のパワーを1ターン、2にする。
- 060 あくまのダンス[M] - モンスター1体のレベルを1下げる。
- 061 だいちのいかり[M] - 全体に3パワー攻撃。消費ストーンは6。
- 062 ワープ[M] - モンスター2体の位置を入れ替える。
- 063 ゆうだち[M] - 全モンスター・全マスターの状態を全て解除する。
- 064 ハイヒーリング[M] - HP1回復。マスターにも有効。
- 065 あっかんべ[M] - 1体を指名し、特定のモンスター・マスターに攻撃対象を固定する。
- 066 てんしのラッパ[M] - モンスター1体のレベルを1上げる。星5。

### ストレンジカインド
全23種。
- 067 ラブレー - 「イッキのみ」はモンスター1体と自分にランダムで2～5ダメージを与える。
- 068 ゲイリー - 「のみこみとばし」は相手モンスターを飛ばし、当たった相手にもダメージ。どこに飛ぶかはランダム。
- 069 ヌンチャ - ダメージを受けると「バラバラ」状態になり、あらゆる攻撃を1ターン受けなくなる。
- 070 ガサッツ - 「がむしゃら」は高い攻撃力を持つが、失敗することもある。
- 071 ラオン - 右側にいないとマスターを攻撃出来ない。
- 072 レオン - 左側にいないとマスターを攻撃出来ない。右側にラオン、左側にレオンがいるとラオン、レオンのパワーを足した威力の「Wアタック」を使える。
- 073 ビター - レベル2でパワー4の攻撃「ガツガツがみ」が出来る。
- 074 スイート[S] - 「ハイヒーリング」でHPを2回復可能。
- 075 ペンスキー - ダメージを受けると、目の前のモンスターを攻撃する。
- 076 ダイン - HP6と高く、レベル3まで成長出来る。レベル3ではパワー4を誇る。
- 077 おやこだま - 「こだまばくだん」は相手陣地のどこかをランダムで攻撃（周りにも本来のパワーより1低い威力で攻撃）。
- 078 ジャベール - 後衛から後衛を攻撃出来るカード。ケッコウと違いストーンが要らない代わりに攻撃力が2と低い。
- 079 トリゴミー - 「がったい」で味方モンスター1体を消し、自分のパワーを1アップさせる。GB版では何体でも合体出来たが、TCG版では7体が限度。
- 080 キエルストーン[M] - 相手のストーンを1～3個消す。
- 081 シャッフル[M] - 山札の上から5枚を見る。その後切りなおして良い（切り直さなくても良い）。
- 082 ハリケーン[M] - 相手全体か、自分・相手全体に1パワー攻撃。
- 083 ならべかえ[M] - 自分又は相手の山札の上から5枚を見る。その後、5枚を並べ替えて良い。
- 084 マッドファイア[M] - ランダムで1～4パワー攻撃。4パワーだと、自分も3パワーを受ける。
- 085 ゆうわく[M] - 味方モンスター1体を消す。その時に運が良ければ、その隣のモンスターも消せる。
- 086 ぷよシールド[M] - 1ターンの間、受けるダメージを半減するシールドを張る。
- 087 ローテーション[M] - 敵味方全員のモンスターの位置を、回転するように移動する。
- 088 おまもり[M] - 1ターン攻撃を受けても、無効になることがある。
- 089 にゃあお - 「テレポ」の強化版。HPが上がり、「ワープ」の消費ストーン数が1減った。星5。

### スーパーインクルード
TCG版は「スーパーインクルージョン」。全21種。
- 090 カップン - レベルが上がってもパワーが上がらないが、レベル2で攻撃を受けると反撃する。
- 091 ガブッチョ[S] - 全カード中唯一レベル4までレベルがあるスーパー。レベル4で使う「がぶっと」はなんとパワー8。
- 092 ヤンペロン - HP1。倒された相手にとりつき、行動の度にストーンを消費させる。
- 093 なぞえもん - レベルアップしてもステータスが上がらないが、どんなスーパーモンスターにもなれる。
- 094 ドンチャン - ペナルティ無しでフィールドから消え、そのターンのマスターのパワーをドンチャンのレベル数分アップさせる「ハッスルパワー」を使う。ブラックマスターの特技も対象。
- 095 ガスキン - レベル1ではパワー1だが、レベル3まで育てればパワー5。
- 096 ウズフラー - 「ベロリストーン」で双方のストーンを減らす（最高6個）。
- 097 ガァガ - 2行動が出来る。「ガァガなげ」で遠隔攻撃可能。
- 098 ナイリー - 「がんこう」はモンスターのレベルと同じダメージを与える。スーパーモンスターには強力。
- 099 リフレッシュ[M] - 手札を捨て、同じ枚数引く。
- 100 ジアーゲン[M] - 使用したモンスターが次のターン同じ場所にいた場合、消える。
- 101 ブラックレイン[M] - 全体にパワー1で攻撃。
- 102 かげぬい[M] - 使用したモンスターは1ターン、移動出来なくなる。
- 103 リターン[M] - 準備中のモンスターを山札の一番下に送る。
- 104 バイコストーン[M] - 1ターン、1体の特技に必要なストーンの数を2倍にする。
- 105 バウンシールド[M] - 1ターン受けるダメージを半減し、反撃も出来るシールドを張る。
- 106 おはらい[M] - レイラ・レイババ・ヤンペロンの呪いを打ち消す。
- 107 きあいだめ[M] - モンスター1体に気合溜めをさせる。
- 108 みがわり[M] - 1ターンの間、マスターに攻撃すると、そのマスターのモンスターが攻撃を受ける。本来は自分に使うカードだが、相手マスターに使い、強力な後衛モンスターを攻撃するという戦法もある。
- 109 へんしんミラー[M] - モンスター1体を、場にいる別のモンスターに1ターン変身させる。
- 110 モーガン - HP5・全域攻撃可能の「きゅうこうか」を持つ、超強力の5つ星モンスター。
- ゲームボーイカラー版未登場（マスターセレクション）
- B01 ズガンター[S] - ガンターのもうひとつのスーパーカード。ドガンターとは逆に前衛モンスターに近い能力。
- B02 マスターチェンジ[M] - 相手と自分のマスターカードを交換し、マスターにかけられた呪いを解除する。ジュニアルールや相手と同じマスターだと呪い解除の効果のみ発動する。
- W01 シトラス - 自分のレベルアップの権利をほかのモンスターに与えることができる。レベルが2つ以上上がる場合、その権利を複数のモンスターに分配できる。
- W02 かげ呪い[M] - かげ呪いをかけられたモンスターは場から消える時味方マスターに1ダメージを与える。

## TCG版カードヒーローでの追加要素
新パック
TCG版では、ゲーム中の4種のパックの他『マスターセレクション』というパックがある。マスターセレクションはブラック、ホワイトの2種があり、それぞれ速攻型、戦略型を重視したカードが封入されており、使うデッキに合わせた買い方ができる。加えて、このパックには4種のオリジナルカードが新たに追加されており、『ズガンター』『マスターチェンジ』はブラック、『シトラス』『かげ呪い』はホワイトのパックにそれぞれ追加された。星5つのカードも低確率で封入されているが、「パパトット」だけは未収録となっている。
パラレルカード
『ストレンジカインド』以降のパックに存在するイラスト違いのカード。効果は通常のカードと同様である。『マスターセレクション』には必ず一枚封入されている。
ルール、カードの変更点
TCG版では先行プレーヤーは初回ドローがない。またランダム要素を持つ効果は、すべてダイスによる判定に変更されている。
『トリゴミー』がゲームでは何体でも『がったい』できたのに対し、TCG版では7体までとなっている。

## ストーリーモードの登場キャラクター
カッコ内はシニア・プロルールでの使用マスター。
ひろし
主人公（名称変更可能）。のんびりした性格で、カードヒーローに興味を持つ。自身の台詞はナレーションとして行っている。バトルの時はマントを付けている。
とめぞう
ひろしの祖父。ひろしが生まれてすぐに渡米し、最近帰国。TCGに詳しい。
クミ（ブラック）
ひろしの幼馴染。強気な性格で、ひろしを引っ張る。ひろしと同じく、バトルの時はマントを付けている。
マルヒゲヤ店長
カードショップ「マルヒゲヤ」の5代目店長。ひろしはここでカードを買ってゆく。本名は丸髭円男。
ためお
ひろしに無理やり勝負を挑んでくるが、返り討ちにあう。高慢。「タコッケー」が大好き。
クラマ
お金持ちの老人で、としおの祖父。カードヒーロー同好会「クラマクラブ」のオーナー。
こまい（ホワイト）
クラマクラブのチャンピオンだったが、ひろしに敗れる。「ポリゴマ（エルゴマ）」の使い手。クラマクラブで遊ぶ少年たちの中では年長者。
すぎやま（ブラック）
同年代のこまいに勝つために、おこづかいをはたいて「サンダー」を手に入れたクラマクラブメンバー。また、「コワイル（ワイルダー）」の使い手でもある。
あみ（ブラック）
面倒見の良い女の子。ひろしに戦略のアドバイスをしてくれる。
ゆういち
あみのいとこ。小学1年で、クラマクラブ最年少。
タクミ
カードマニアの青年。デッキ作りのアドバイスをしてくれたり、デッキを作ってくれたり、自分と全く同じデッキを使うパソコンと対戦させたりしてくれる。「ルージュ」のカードを大量に集めており、自宅の内壁にもルージュの意匠が施されている。
パソコン
タクミの屋敷にあるパソコンで、ひろしと全く同じデッキを使う。バトルセンターではジュニアバトルのみ戦えるようになる。
シロウ（ホワイト）
ひろしのクラスメイトで、クラマクラブ8人目のメンバー。おとなしい性格で物事をあれこれ考えるのが得意。作中で催眠術をかけられ一時的に乱暴な性格へと変わったために、クリア後も後遺症としてジュニアルールでの対戦時に乱暴な人格が現れてしまう。
トトリデ
ジョーカーズの一員。語尾に「だじょー」とつけてしゃべる。中学生。
ジュン
突如クラマクラブに現れた女の子だが、正体は男の子。同時にジョーカーズの一員である。新人の振りをしてひろしを陥れる。初登場時はぶりっ子らしくしていたが、正体を現した後は粗暴な関西弁でしゃべるようになる。クリア後はマルヒゲヤでアルバイトをしている。なお、ダメージを受けた時の台詞は本性前と本性後とそれぞれ異なる。
ナルシー
ジョーカーズの1人で手品師。シロウに催眠術をかけ、ひろしにイカサマバトルを仕掛ける。クリア後は自分がイカサマをしていないことを証明するため、パンツ一丁で戦うようになる。
としお（ブラック）
クラマの孫。幼少時から何の苦労もせずに育ってきたため、わがままな性格になる。祖父のクラマに見捨てられたと思い込み、不良集団「ジョーカーズ」を結成して悪行を繰り返してきたが、ひろしに敗れて改心する。かなりの怪力で、抱き合ったクラマの肋骨を数本折ってしまうほど。バトルセンターの建設の手伝いをした。
なお、バトルの時はひろしとクミと同じマントを付けており、ダメージを受けた時の台詞はデロデーロと同じ。
門マサル（ホワイト）
ゲーム中で放送されているアニメ『カードヒーロー』の主人公。カードで召喚するモンスターを操り、悪の組織「デロデロ団」と戦う。実はデロデーロの息子である事が、クリア後に明かされる。
バトルセンターのパソコンのシニアバトルまたはプロバトルでホワイトマスターの時に戦えるようになる。
デロデーロ（ブラック）
劇中劇『カードヒーロー』に登場するマサルの宿敵で、悪の組織「デロデロ団」のボス。その正体はマサルの父で、真のボスであるデロリンガーに洗脳されていた。
バトルセンターのパソコンのシニアバトルまたはプロバトルでブラックマスターの時に戦えるようになる。

## バトルセンターのみ登場キャラクター

### ジュニアクラス
ノリコ
セクシーモデル。
まりこ
絵本作家。いわゆる不思議系で、ひろしを「北風さん」と呼ぶ。なお、ダメージを受けた時の台詞は本性前のジュンと同じ。

### シニアクラス
うずまさ（ホワイト）
舞台俳優。練習に余念がないはずだが遊んでいる。
ジェニー（ブラック）
メスのチンパンジー。彼女の後ろには通訳者がいる。
いでがわ（ブラック）
ウンチクを使うタレント。ひろしを子供扱いし、露骨に見下した言動をする。
だいすけ（ブラック）
パワー自慢。「ラティーヌ」が好きで、デッキ20枚のうち前衛モンスターが18枚もあり、マジックカードは「ローテーション」2枚だけ。
ためこ（ホワイト）
ためおの妹だが、兄とは違い礼儀正しい。なお、ダメージを受けた時の台詞は本性前のジュンとまりこと同じ。
きのした（ホワイト）
おとぼけ課長。親父ギャグを連発する。
ますよ（ホワイト）
やたら暗い人。ひろしに逆恨みすることも。
らっきぃズ（ブラック）
お笑い漫才コンビ。ギャンブル系のカードを愛用。なお、ダメージを受けた時の台詞はトトリデと同じ。

### プロクラス
エリカ（ホワイト）
お嬢様。執事をいつも困らせている。
おばちゃん（ホワイト）
大阪出身。実はジュンの母親。
けにしき（ホワイト）
独特な若者言葉のような話し方をする関取。縁起をかついでホワイトマスターを使う。緊張しやすく、本人いわく「ナイーブなんすかね～」。
ざだい（ブラック）
ネガティブな性格。勝っても負けても謝る。ごめんなさいが語尾に付く。
タメ（ブラック）
ためおとためこの祖母。普段は大人しいが、対戦になると人が変わる。
ボボコフ（ホワイト）
ロシア出身の留学生。日本語が少々おかしい。

### ラストボス
マスターX（ワンダー）
ワンダーマスター（3個目の能力はリターンを選択）を使う最強の敵。今まで無敗だった。
バトルセンターのパソコンバトルでも可能で、シニアバトルまたはプロバトルでワンダーマスターの時に戦えるようになる。

## その他の話題
- 大乱闘スマッシュブラザーズX
  - シールに、ひろし、ためお、マスターがある。

## スタッフ
- プロデューサー：出石武宏、川口孝司
- ディレクター/ゲームデザイン：坂本賀勇
- テクニカルアドバイザー：加賀昭三
- 音楽：大久保高嶺
- キャラクターデザイン：森定裕美子